# 小泉萌香
小泉 萌香（こいずみ もえか、1996年2月27日 - ）は、日本の女優、声優、歌手。声優ユニット『𝒉𝒂𝒓𝕞𝕠𝕖』のメンバー。兵庫県尼崎市出身。アミューズ所属。
代表作は『少女☆歌劇 レヴュースタァライト』（大場なな）、『けものフレンズ3』（タスマニアデビル）、『D4DJ』（笹子・ジェニファー・由香）、『オッドタクシー』（市村しほ）、『ラブライブ!虹ヶ咲学園スクールアイドル同好会』（三船栞子）など。

## 略歴
大阪芸術大学芸術学部放送学科卒業。
2014年10月に「アミューズオーディションフェス2014」歌うま・声優部門でグランプリを獲得。CMやミュージカルなどに出演していた。
2017年以降、メディアミックスプロジェクトの複数作品で主要キャストとしてグループ活動等を行っており、『少女☆歌劇 レヴュースタァライト』（スタァライト九九組）をはじめ、『けものフレンズ3』（×ジャパリ団）、『D4DJ』（Peaky P-Key）、『ラブライブ!虹ヶ咲学園スクールアイドル同好会』（虹ヶ咲学園スクールアイドル同好会／R3BIRTH）、『オッドタクシー』（ミステリーキッス）、『うたごえはミルフィーユ』（Parabola）がある。
2020年12月に岩田陽葵とともに、声優ユニット『𝒉𝒂𝒓𝕞𝕠𝕖』がポニーキャニオンからデビューすることが発表され、翌年3月10日に1stシングル「きまぐれチクタック」がリリースされた。
2023年3月、第17回声優アワードにて、「虹ヶ咲学園スクールアイドル同好会」として歌唱賞を受賞。同月、第8回アニラジアワードにて、パーソナリティを務めるラジオ番組「佐藤日向・小泉萌香のバトってダイナソー☆」が「企画ラジオ賞」を受賞。
2023年6月、アミューズ所属の女性声優によるYouTubeチャンネル「AMUSE VOICE ACTORS CHANNEL」（通称：アミュボch）から出演メンバーの礒部花凜、船戸ゆり絵とともに、スピンオフユニット『MIX JUICE from アミュボch』の結成が発表され、同年11月29日に1stミニアルバム「MIX JUICE」がリリースされた。

## 人物
- 趣味はアカペラ、映画鑑賞[15]、カエル鑑賞[16]。
- 特技はコーラスワーク、聞いた曲にすぐハモリをつけて歌うこと[4]、クレヨンしんちゃんのモノマネ[17]。
- 好きな食べ物は麺類、お菓子[18]、マヨネーズ[19]。
- 好きな飲み物はミルクティー。また、お酒も好きで、1番好きなお酒は緑茶ハイ[20]。
- 恐竜と動物が好きで[12]、動物の中で1番好きなのはカエル[7]。また、鳥の中ではフクロウが1番好きという[21]。
- 姉にファッションモデルのリカがいる[6]。
- 2021年2月7日、自身のTwitterでiPhoneカメラの不調を投稿したことがきっかけとなり[22]、「iPhoneシャワー[23]」のワードがトレンド入りし話題となった[24]。その後も何度かこのワードはトレンド入りをしている[25]。

## 出演
太字はメインキャラクター

### テレビアニメ
2018年
- 少女☆歌劇 レヴュースタァライト（大場なな）

2020年
- D4DJ（2020年 - 2023年、笹子・ジェニファー・由香） - 2シリーズ

2021年
- ぷっちみく♪ D4DJ Petit Mix（笹子・ジェニファー・由香、メカ笹子・ジェニファー・由香）
- オッドタクシー（市村しほ）

2022年
- ラブライブ!虹ヶ咲学園スクールアイドル同好会（三船栞子）

2023年
- にじよん あにめーしょん（2023年 - 2024年、三船栞子） - 2シリーズ
- NieR:Automata Ver1.1a（2023年 - 2024年、ダリア） - 2シリーズ
- ポーション頼みで生き延びます!（エミール）

2024年
- 異世界でもふもふなでなでするためにがんばってます。（ベルガー・クリエス）

2025年
- いずれ最強の錬金術師?（マーニ）
- うたごえはミルフィーユ（藤代聖）

### 劇場アニメ
- 少女☆歌劇 レヴュースタァライトシリーズ（2020年 - 2021年、大場なな[43]） - 2作品[一覧 4]
- 映画 オッドタクシー イン・ザ・ウッズ（2022年、市村しほ[44]）
- 映画 ラブライブ!虹ヶ咲学園スクールアイドル同好会 完結編（2024年 - 2025年、三船栞子[45][46]） - 全3章[一覧 5]

### OVA
- ラブライブ!虹ヶ咲学園スクールアイドル同好会 NEXT SKY（2023年、三船栞子[47]）

### Webアニメ
- 少女☆寸劇 オールスタァライト（2019年、大場なな[48]）
- クイーンゲコトリア269世のズブ沼おたまじゃくし劇場（2022年 - 2023年）[49]

### ゲーム
2018年
- 少女☆歌劇 レヴュースタァライト -Re LIVE-（2018年 - 2024年、大場なな）

2019年
- 刀使ノ巫女 刻みし一閃の燈火（大場なな）
- けものフレンズ3（タスマニアデビル）
- LINE ゴッタマゼイヤー（ポロン）
- ラブライブ! スクールアイドルフェスティバル ALL STARS（2019年 - 2023年、三船栞子）

2020年
- D4DJ Groovy Mix（2020年 - 2025年、笹子・ジェニファー・由香）

2021年
- きららファンタジア（スイセン）
- サクラ革命 〜華咲く乙女たち〜（生駒やえ）
- ブラウンダスト（デルサヒドネ）
- 駅メモ! -ステーションメモリーズ!-（蓮台寺ミオ、リコ）
- ラブライブ! スクールアイドルフェスティバル（2021年 - 2023年、三船栞子）

2022年
- パズルガールズ（愛宕）

2023年
- トワツガイ（2023年 - 2024年、フクロウ）
- ラブライブ! スクールアイドルフェスティバル2 MIRACLE LIVE!（2023年 - 2024年、三船栞子）
- アサルトリリィ Last Bullet（富永真）

2024年
- 少女☆歌劇 レヴュースタァライト 舞台奏像劇 遙かなるエルドラド（大場なな）

2025年
- ラブライブ!虹ヶ咲学園スクールアイドル同好会 トキメキの未来地図（三船栞子）
- モンスターストライク（ナイトホーク）

### ラジオ
※はインターネット配信。
- ラジオ『けものフレンズ3』我ら!×ジャパリ団!（2019年9月 - 2020年2月、音泉※）[62]
- D4DJ ピキピキRADIO（2020年2月 - 9月、HiBiKi Radio Station※）[63]
- 佐藤日向・小泉萌香のバトってダイナソー☆（2020年7月 - 2024年3月、音泉※）[64]
- ラブライブ!虹ヶ咲学園 〜放課後放送室〜（2022年2月 - 2024年5月、HiBiKi Radio Station※）[65]
- 小泉萌香の幸せ分けてください!（2023年4月 - 、AuDee※）[66]
- Peaky P-keyのだいたい10分ラジオ（2024年4月 - 、YouTube※）[67]

### バラエティ番組
- 痛快TV スカッとジャパン（2018年9月3日、フジテレビ） - 「動画を撮ると脅す女」店員 原田琴乃役

### 配信ドラマ
- 短編教養ネットドラマ『パパとママになる前に』ガールズ版（2021年3月 - 5月、TERMINAL PF） - 金奈良望 役[68]
- ショードラ『推し活ファン』（2024年、TikTok）[69]

### Web番組
- ガールズキャラバンin岐阜（2017年9月 - 11月、YouTube）[70]
- けものフレンズ3 わくわく探検レポート（2019年4月 - 、ニコニコ生放送・YouTube・あにてれ）
- 岩田陽葵・小泉萌香 気の向くままに思うがままにっ!（2019年4月 - 、ニコニコ生放送）
- 小泉萌香のもえの～と~moe's note~（2021年1月 - 、ニコニコ生放送）
- 選択型朗読劇『スーパー・ヒーロー』（2021年6月 - 12月、ニコニコ生放送） - 五十貝仁衣那 役[71]

### 映画
- 映画『放課後戦記』（2018年） - 闘鷹争 役
- 映画『いぬやしき』（2018年）[15] - アシスタントキャスター 役
- 短編映画『憧憬を食らう』（2019年） - 隈取千恵 役
- DIVOC-12『あこがれマガジン』（2021年） - アイドル 役[72]
- 映画『エリカ』（2026年公開予定） - 佐川睦美 役[73]

### 舞台・ミュージカル
- “STRAYDOG”Produce公演 舞台『心は孤独なアトム』（2015年11月14日 - 15日、ABCホール） - 【星組】原子（アトム） 役
- 劇メシepisode.01『キツネたちが円舞る夜』（2016年7月9日 - 14日、gz） - リナ 役
- 舞台『放課後戦記』（2016年10月5日 - 10日、新宿村LIVE） - 闘鷹争 役
- 劇メシepisode.05『Love Revolution No.3』（2017年2月18日 - 3月4日、WEEKEND GARAGE TOKYO） - 桜井あんな 役
- 少女☆歌劇 レヴュースタァライト（2017年 - ） - 大場なな 役[26]
  - -The LIVE-#1（2017年9月22日 - 24日、AiiA 2.5 Theater Tokyo）
  - -The LIVE-#1 revival（2018年1月6日 - 8日、AiiA 2.5 Theater Tokyo）
  - -The LIVE-#2 Transition（2018年10月13日 - 21日、天王洲 銀河劇場）
  - -The LIVE-#2 revival（2019年7月12日 - 15日、舞浜アンフィシアター）
  - -The LIVE ONLINE-（2020年7月12日、オンライン配信）
  - -The LIVE 青嵐- BLUE GLITTER（2020年12月22日、天王洲銀河劇場） - 日替わりゲスト[74]
  - -The LIVE-#3 Growth（2021年7月27日 - 8月1日、品川プリンスホテル ステラボール）
  - -The LIVE-#4 Climax（2023年2月25日 - 28日、東京建物 Brillia HALL）
  - -Re LIVE- Reading Theatre 第四弾「遙かなるエルドラド」神戸公演（2024年6月8日 - 9日、神戸朝日ホール）
  - -The MUSICAL- 別れの戦記（2024年11月9日 - 15日、品川プリンスホテル ステラボール）
  - 舞台朗読劇「遙かなるエルドラド・序章」（2024年12月21日、東京建物 Brillia HALL）
- 劇メシepisode.07『愛のとりなし』（2018年4月22日、CAFE PARK） - 日替わりゲスト
- 舞台 ドラマデザイン社公演 『ゲートシティーの恋』（2019年1月30日 - 2月3日、下北沢「劇」小劇場） - 主演・成宮輝人 役
- Otona Project第二十二弾 演劇ユニット【爆走おとな小学生】第八回全校集会『舞台版「魔法少女（?）マジカルジャシリカ」☆第壱磁マジカル大戦☆』（2019年3月13日 - 17日、シアターサンモール） - バルセロットムーン 役
- やがて君になる（2019年 - 2022年） - 主演・七海燈子 役
  - 舞台『やがて君になる』（2019年5月3日 - 12日、全労済ホール / スペース・ゼロ）[75]
  - 朗読劇『やがて君になる 佐伯沙弥香について』（2020年10月29日 - 11月8日、品川プリンスホテル クラブeX）[76]
  - 舞台『やがて君になる』encore（2022年11月25日 - 12月4日、品川プリンスホテル クラブeX）[77]
- 劇メシ 特別企画公演5月『キツネたちが円舞る夜』（2019年5月19日 - 28日、WEEKEND GARAGE TOKYO） - ミサ 役
- 舞台『巌窟王 Le théâtre』（2019年12月20日 - 28日、こくみん共済 coop ホール（全労済ホール）） - ユージェニー・ド・ダングラール 役
- 生演奏ミュージカル『信長の野望-炎舞-』（2020年1月18日 - 22日、IMAホール） - 帰蝶 役
- 朗読劇『さよならローズガーデン』（2020年2月8日 - 9日、TACCS1179） - 九條華子 役
- 舞台版『誰ガ為のアルケミスト』聖ガ剣、十ノ戒（2020年3月13日 - 22日、新宿FACE） - カグラ 役
- PUBLIC∴GARDEN! オンラインリーディング公演 vol.2『ピアニシモ』（2020年6月13日 、オンライン配信）- サキ 役
  - オンラインリーディング公演 vol.2『ピアニシモ』追加公演（2020年6月20日 - 21日、オンライン配信）
- Otona Project Special Stage 第二回通信授業『〇〇学園人間観察部〜㊙︎bow厨賞受賞〜』（2020年6月20日、MsmileBOX 渋谷） - 日替わりゲスト
- 舞台 7BOX『クイーンズ・スケッチ』（2020年9月16日 - 24日、CBGKシブゲキ!!）- 管理人 役 ※声のみの出演
- 舞台『少女ヨルハ Ver1.1a』（2020年12月3日 - 6日、東京Brillia HALL） - 二十一号 役
- 舞台『双牙～ソウガ～』新炎（2021年3月5日 - 14日、シアター1010）- シズク 役、ユズハ 役
- 舞台『Collar×Malice -榎本峰雄編＆笹塚尊編-』（2021年9月9日 - 14日、こくみん共済 coopホール／スペース・ゼロ） - [笹塚尊編] 星野市香 役[78]
- 朗読劇『女神降臨』（2021年10月24日、ところざわサクラタウン／ジャパンパビリオン ホールA）- 谷川麗奈 役[79]
- 朗読劇『リクエストをよろしく』（2021年12月3日 - 5日、シアター1010） - 佐々木 役[80]
- 『乙女ゲームの破滅フラグしかない悪役令嬢に転生してしまった…』THE STAGE（2022年6月30日 - 7月5日、サンシャイン劇場） - メアリ・ハント 役[81]
- 『twerno』（2022年12月11日 - 12日、大岡山劇場） - ピエロ 役[82] ※ボイスドラマのみ出演
- 舞台『私立探偵 濱マイク -我が人生最悪の時-THE MOST TERRIBLE TIME IN MY LIFE』（2022年12月15日 - 18日、サンシャイン劇場 / 2022年12月29日 - 30日、森ノ宮ピロティホール） - 濱茜 役[83]
  - 舞台『私立探偵 濱マイク-遥かな時代の階段を-』（2025年2月6日 - 11日、サンシャイン劇場 / 2月15日・16日、COOL JAPAN PARK OSAKA TTホール / 2月22日・23日、ウインクあいち）[84]
- 舞台『LIAR GAME murder mystery』（2023年3月7日、飛行船シアター）[85]
  - 昼公演：廃遊園地の人形館殺人事件 - 受付 役
  - 夜公演：ある孤島の洋館殺人事件 - 弁護士 役
- トワツガイ（2023年 - 2024年） - フクロウ 役
  - 舞台『トワツガイ』（2023年6月16日 - 25日、サンシャイン劇場）[86]
  - 舞台『トワツガイ II』（2024年7月18日 - 23日、大手町三井ホール）[87]
- 朗読劇『WARAI-GOE』（2023年8月22日、紀伊國屋ホール）[88]
  - 『跳べ! 鈍感少女』 - 女性客 役
  - 『1日100時間世界』 - ゆき 役
  - 『Shame on you』 - 須藤真由佳 役
- 舞台『爆劔〜源平最終決戦〜』（2023年9月14日 - 19日、CBGKシブゲキ!!） - オロチ 役[89]
- 江戸川乱歩朗読劇 幻調乱歩2『自決スル幼魚永久機関』（2023年9月30日、イイノホール） - 花崎マユミ 役[90]
- 朗読劇『私の頭の中の消しゴム15th Letter』（2024年4月11日、よみうり大手町ホール） - 薫 役[91]
  - 朗読劇『私の頭の中の消しゴム Final Letter』（2025年5月6日、よみうり大手町ホール）[92]
- 舞台『パリピ孔明』（2024年5月3日 - 6日、天王洲 銀河劇場 / 5月10日・11日、サンケイホールブリーゼ） - 久遠七海 役[93]
- Classic Movie Reading Vol.3『若草物語』（2024年7月6日・7日、博品館劇場） - エイミー 役[94]
- Reading Drama『BLINK』（2025年4月6日、新国立劇場 小劇場） - ソフィ 役[95]
- 『ミュージカル信長〜朧本能寺〜』（2025年6月12日 - 16日、光が丘IMAホール） - 帰蝶 役[96]
- 朗読劇『あの花が咲く丘で、君とまた出会えたら。』（2025年7月5日、シアター1010） - 百合 役[97]
- 舞台『賭ケグルイ』（2025年9月5日 - 14日〈予定〉、シアターH） - 早乙女芽亜里 役[98]
- VISIONARY READING『三島由紀夫レター教室』（2025年10月12日〈予定〉、紀伊國屋ホール） - 空ミツ子 役[99]
- 朗読劇『瓶詰めの海は寝室でリュズタンの夢をうたった2025』（2025年10月25日〈予定〉、ヒューリックホール東京） - サンゴの姫 役[100]
- Tom's collection vol.3 舞台『月夜の人形』（2025年11月1日 - 3日〈予定〉、横浜赤レンガ倉庫1号館3Fホール） - ルーナ 役[101]

### デジタルコミック
- にじよん シーズン4（2021年、三船栞子）
- LINEマンガ『女神降臨』ボイスコミック（2022年、谷川麗奈[102]）

### オーディオドラマ
- 『オッドタクシー』オーディオドラマ（2021年、市村しほ[103]）
- イヤードラマ『今こそSCREAM!!』（2022年、マリン[104]）
- 『うたごえはミルフィーユ』オーディオドラマ Parabola編（2024年 - 2025年、藤代聖[105]）

### パチンコ・パチスロ
- L D4DJ Pachi-Slot Mix（2024年、笹子・ジェニファー・由香[106]）
- L少女☆歌劇 レヴュースタァライト -The SLOT-（2025年、大場なな[107]）
- P少女☆歌劇 レヴュースタァライト ラッキートリガー4500（2025年、大場なな[108]）

### CM
- カインズ「ふとん&こたつ布団」篇（2016年）[109]
- 玉川衛材「フィッティ シルキータッチモア 〜フレンズトーク篇〜」（2016年）
- NetEase Games 中国向けゲーム「とある魔術の禁書目録」（2017年）
- 東芝  東芝ライフスタイルラボ「アカデミー戦隊ケンジンジャー」（2017年）
- モスバーガー「ご当地モスCM 静岡」篇（2018年）[110]
- 八幡屋礒五郎「おいしいのは、きのこです」篇（2018年）[111]

### ナレーション
- LINEマンガ『女神降臨』公式PV（2021年）[112]
- PlayStation公式『インディータイムズ』（2022年）[113]
- カードラボ秋葉原ラジオ会館本店 限定店内放送（2022年）[114]
- カードラボ 10月度カードラボナビゲーター（2022年）[115]
- アピナ×アミュボch コラボ店内放送（2025年）[116]

### その他
- アプリゲーム「ブレイジング オデッセイ」PRキャラクター（2016年、召魂アイドル「ブレオデ」ロタニア 役）[117]
- ネスレ日本「ネスレ ソニーモバイル IoTコラボレーション」 ショートムービー出演（2016年）[118]
- ギターブランド「RYOGA」モデル出演（2017年）[119]
- なでしこ童話 vo.1『白雪姫』フォトブック・主題歌&朗読CD出演（2020年、白雪姫 役）[120]
- 三森すずこ 配信シングル「シュガーレス・キッス」ミュージックビデオ出演（2021年）[121]
- 体験型アドベンチャー『ナイトウォーク〜クライの森と6つの星〜』キャラクターボイス（2022年 - 2023年、プレア ）[122][123]
- ファッションブランド「LEGENDA」着用モデル（2023年）[124]
- 『トワツガイ Fans』ストーリー（2024年 - 2025年、フクロウ[125]）

## ディスコグラフィ

### キャラクターソング
| 発売日   | 商品名 | 歌 | 楽曲 | 備考                                                                                     |
| 2017年   | 2017年 | 2017年 | 2017年 | 2017年                                                                                   |
| -------- | --- | --- | --- | ---------------------------------------------------------------------------------------- |
| 9月20日  | プロローグ -Star Divine-                                                                                            | スタァライト九九組 | 「Star Divine」 「舞台少女心得」 「願いは光になって」 | 舞台『少女☆歌劇 レヴュースタァライト -The LIVE- #1』劇中歌                               |
| 9月22日  | プリンシパル -Fancy You-                                                                                            | 星見純那（佐藤日向）、露崎まひる（岩田陽葵）、大場なな（小泉萌香） | 「情熱の目覚めるとき」 | 舞台『少女☆歌劇 レヴュースタァライト -The LIVE- #1』劇中歌                               |
| 2018年   | | | |                                                                                          |
| 3月7日   | スタァライトシアター                                                                                                | スタァライト九九組 | 「スタァライトシアター」 | 舞台『少女☆歌劇 レヴュースタァライト -The LIVE- #1 revival』劇中歌                       |
| 3月7日   | スタァライトシアター                                                                                                | スタァライト九九組 | 「Circle of the Revue」 「キラめきのありか」 | 舞台『少女☆歌劇 レヴュースタァライト』関連曲                                             |
| 7月18日  | 星のダイアローグ | スタァライト九九組 | 「星のダイアローグ」 | テレビアニメ『少女☆歌劇 レヴュースタァライト』オープニングテーマ                         |
| 7月18日  | 星のダイアローグ | スタァライト九九組 | 「ディスカバリー！」 | ゲーム『少女☆歌劇 レヴュースタァライト -Re LIVE-』主題歌                                 |
| 8月1日   | Fly Me to the Star                                                                                                  | スタァライト九九組 | 「Fly Me to the Star」 | テレビアニメ『少女☆歌劇 レヴュースタァライト』エンディングテーマ                         |
| 8月1日   | Fly Me to the Star                                                                                                  | スタァライト九九組 | 「よろしく九九組」 「ロマンティッククルージン」 | テレビアニメ『少女☆歌劇 レヴュースタァライト』関連曲                                     |
| 10月10日 | 99 ILLUSION! | スタァライト九九組 | 「99 ILLUSION!」 「Green Dazzling Light」 | 舞台『少女☆歌劇 レヴュースタァライト -The LIVE- #2 Transition』テーマソング              |
| 10月17日 | 少女☆歌劇 レヴュースタァライト 劇中歌アルバムVol.2 ラ レヴュー ド ソワレ                                            | 神楽ひかり（三森すずこ）、大場なな（小泉萌香） | 「RE:CREATE」 | テレビアニメ『少女☆歌劇 レヴュースタァライト』挿入歌                                     |
| 10月17日 | 少女☆歌劇 レヴュースタァライト 劇中歌アルバムVol.2 ラ レヴュー ド ソワレ                                            | 大場なな（小泉萌香）、愛城華恋（小山百代） | 「星々の絆」 | テレビアニメ『少女☆歌劇 レヴュースタァライト』挿入歌                                     |
| 10月17日 | 少女☆歌劇 レヴュースタァライト 劇中歌アルバムVol.2 ラ レヴュー ド ソワレ                                            | 愛城華恋（小山百代）、星見純那（佐藤日向）、露崎まひる（岩田陽葵）、石動双葉（生田輝）、花柳香子（伊藤彩沙）、大場なな（小泉萌香）、西條クロディーヌ（相羽あいな）、天堂真矢（富田麻帆） | 「舞台少女心得 幕間」 | テレビアニメ『少女☆歌劇 レヴュースタァライト』挿入歌                                     |
| 10月17日 | 少女☆歌劇 レヴュースタァライト 劇中歌アルバムVol.2 ラ レヴュー ド ソワレ                                            | 星見純那（佐藤日向）、大場なな（小泉萌香） | 「Fly Me to the Star #9」 | テレビアニメ『少女☆歌劇 レヴュースタァライト』エンディングテーマ                         |
| 10月17日 | 少女☆歌劇 レヴュースタァライト 劇中歌アルバムVol.2 ラ レヴュー ド ソワレ                                            | 天堂真矢（富田麻帆）、星見純那（佐藤日向）、露崎まひる（岩田陽葵）、大場なな（小泉萌香）、西條クロディーヌ（相羽あいな）、石動双葉（生田輝）、花柳香子（伊藤彩沙） | 「Fly Me to the Star #11」 | テレビアニメ『少女☆歌劇 レヴュースタァライト』エンディングテーマ                         |
| 10月24日 | 少女☆歌劇 レヴュースタァライト BD第1巻特典CD                                                                        | スタァライト九九組 | 「My friend 〜Arrie〜」 | テレビアニメ『少女☆歌劇 レヴュースタァライト』関連曲                                     |
| 12月26日 | 少女☆歌劇 レヴュースタァライト BD第2巻特典CD                                                                        | スタァライト九九組 | 「You are a ghost, I am a ghost 〜劇場のゴースト〜」 | テレビアニメ『少女☆歌劇 レヴュースタァライト』関連曲                                     |
| 2019年   | | | |                                                                                          |
| 1月9日   | 約束タワー | スタァライト九九組 | 「約束タワー」 「舞台プレパレイション」 | テレビアニメ『少女☆歌劇 レヴュースタァライト』関連曲                                     |
| 2月27日  | 少女☆歌劇 レヴュースタァライト BD第3巻特典CD                                                                        | スタァライト九九組 | 「恋は太陽 〜CIRCUS!〜」 | テレビアニメ『少女☆歌劇 レヴュースタァライト』関連曲                                     |
| 3月16日  | 魔法少女（？）マジカルジャシリカ                                                                                    | マジカルデニール（林千浪）、ジョポニック山寺（伊藤節生）、バルセロットムーン（小泉萌香）、チャイニージンジャー（生田輝）、ソレンジャーピース（田辺留依）、ブラジリアンキャンペーン（渡邉ひかる）、アメリカンエクスポックル（遠藤瑠香）、バチカンコロモチ（髙橋果鈴）、フランダッシュ武美（広瀬ゆうき）、ケニアンプリンセス（片岡沙耶） | 「World Of Magical Girls.」 | 『舞台版「魔法少女（？）マジカルジャシリカ☆第壱磁マジカル大戦☆」』テーマソング           |
| 4月17日  | 百色リメイン | スタァライト九九組 | 「百色リメイン」 「Bright!Light!」 | 舞台『少女☆歌劇 レヴュースタァライト -The LIVE- #2 Transition』関連曲                    |
| 4月17日  | 百色リメイン 純那&ななver.                                                                                          | 星見純那（佐藤日向）、大場なな（小泉萌香） | 「百色リメイン」 | 舞台『少女☆歌劇 レヴュースタァライト -The LIVE- #2 Transition』関連曲                    |
| 8月7日   | Star Diamond | スタァライト九九組 | 「Star Diamond」 | テレビアニメ『少女☆歌劇 レヴュースタァライト』関連曲                                     |
| 8月7日   | Star Diamond | スタァライト九九組 | 「舞台少女体操」 | Webアニメ『少女☆寸劇 オールスタァライト』主題歌                                          |
| 8月9日   | 少女☆歌劇 レヴュースタァライト インストアルバム ラ レヴュー・オン・ボワット                                         | 大場なな（小泉萌香） | 「星々の絆［Chorus］」 | テレビアニメ『少女☆歌劇 レヴュースタァライト』関連曲                                     |
| 10月16日 | 少女☆歌劇 レヴュースタァライト レヴューアルバム ラ・レヴュー・エターナル                                            | 天堂真矢（富田麻帆）、大場なな（小泉萌香）、鳳ミチル（尾崎由香）、鶴姫やちよ（工藤晴香）、胡蝶静羽（佐々木未来）、恵比寿つかさ（加藤英美里） | 「裏切りのクレタ」 | ゲーム『少女☆歌劇 レヴュースタァライト -Re LIVE-』関連曲                                 |
| 2020年   | | | |                                                                                          |
| 1月29日  | Dig Delight! Aver.                                                                                                  | Peaky P-key | 「電乱★カウントダウン」 | 『D4DJ』関連曲                                                                           |
| 2月19日  | Star Parade | スタァライト九九組 | 「Star Parade」 | テレビアニメ『少女☆歌劇 レヴュースタァライト』関連曲                                     |
| 2月19日  | Star Parade | 星見純那（佐藤日向）、露崎まひる（岩田陽葵）、大場なな（小泉萌香）、石動双葉（生田輝）、花柳香子（伊藤彩沙） | 「Lessonナweek!!」 | テレビアニメ『少女☆歌劇 レヴュースタァライト』関連曲                                     |
| 4月22日  | Direct Drive! | Peaky P-key | 「Let's do the 'Big-Bang!'」 | 『D4DJ』関連曲                                                                           |
| 6月24日  | Cosmic CoaSTAR | Peaky P-key | 「Gonna be right」 | 『D4DJ』関連曲                                                                           |
| 7月8日   | ×・×・× | ×ジャパリ団 | 「ジャパリ狂詩曲〜×ジャパリ団のテーマ〜」 「確固不×論」 「どきどき黙示録」 「絆ふぉーえばー」 「×レゾンデートル」                                             | ゲーム『けものフレンズ3』関連曲                                                          |
| 9月9日   | 再生讃美曲 | スタァライト九九組 | 「再生讃美曲」 | 劇場アニメ『少女☆歌劇 レヴュースタァライト ロンド・ロンド・ロンド』主題歌                |
| 9月9日   | 再生讃美曲 | 神楽ひかり（三森すずこ）、大場なな（小泉萌香） | 「RE:CREATE（movie ver.）」 | 劇場アニメ『少女☆歌劇 レヴュースタァライト ロンド・ロンド・ロンド』挿入歌                |
| 9月9日   | 再生讃美曲 | 大場なな（小泉萌香）、愛城華恋（小山百代） | 「星々の絆（movie ver.）」 | 劇場アニメ『少女☆歌劇 レヴュースタァライト ロンド・ロンド・ロンド』挿入歌                |
| 11月16日 | なでしこ童話～白雪姫～おはなし朗読ボイス＆主題歌CD                                                                  | 白雪姫（小泉萌香）、王子・狩人（星波）、こびと・魔法の鏡（村田寛奈）、こびと・王様（錦織めぐみ）、こびと・王妃様（中江早紀）、継母・老婆（あまりかなり） | 「一番への毒林檎」 | 『なでしこ童話～白雪姫～』主題歌                                                         |
| 12月9日  | MIRACLE DIALIES | ×ジャパリ団 | 「ようこそジャパリパークへ メタルver.」 | ゲーム『けものフレンズ3』関連曲                                                          |
| 12月9日  | BLUE ANTHEM | スタァライト九九組 | 「Re:PLAY」 | 舞台『少女☆歌劇 レヴュースタァライト -The LIVE 青嵐- BLUE GLITTER』関連曲                |
| 2021年   | | | |                                                                                          |
| 1月6日   | 最頂点Peaky&Peaky!!                                                                                                 | Peaky P-key | 「最頂点Peaky&Peaky!!」 「Wish You Luck」 | 『D4DJ』関連曲                                                                           |
| 1月20日  | D4DJ Groovy Mix カバートラックス vol.1                                                                              | Peaky P-key | 「マジLOVE1000%」 「JUST COMMUNICATION」 | ゲーム『D4DJ Groovy Mix』関連曲                                                          |
| 2月24日  | ぐるぐるDJ TURN!!                                                                                                   | D4DJ ALL STARS | 「LOVE!HUG!GROOVY!!」 | ゲーム『D4DJ Groovy Mix』主題歌                                                          |
| 2月24日  | 「ぐるぐるDJ TURN!!」&「WOW WAR TONIGHT〜時には起こせよムーヴメント〜」同時購入特典CD Peaky P-key Ver.              | Peaky P-key | 「ABSOLUTE」 | テレビアニメ『D4DJ First Mix』挿入歌                                                     |
| 2月24日  | 少女☆歌劇 レヴュースタァライト ロンド・ロンド・ロンド BD特典CD                                                      | スタァライト九九組 | 「素敵なドレス着させてよ」 | 『少女☆歌劇 レヴュースタァライト』関連曲                                                 |
| 3月24日  | 少女☆歌劇 レヴュースタァライト ベストアルバム                                                                       | スタァライト九九組 | 「Polestar」 | 『少女☆歌劇 レヴュースタァライト』関連曲                                                 |
| 3月24日  | 少女☆歌劇 レヴュースタァライト ベストアルバム 限定盤特典CD                                                          | 愛城華恋（小山百代）、天堂真矢（富田麻帆）、大場なな（小泉萌香）、西條クロディーヌ（相羽あいな） | 「1等星のプロキオン」 | 『少女☆歌劇 レヴュースタァライト』関連曲                                                 |
| 3月24日  | 少女☆歌劇 レヴュースタァライト ベストアルバム 限定盤特典CD                                                          | 大場なな（小泉萌香）、西條クロディーヌ（相羽あいな） | 「御してぎょしゃ座」 | 『少女☆歌劇 レヴュースタァライト』関連曲                                                 |
| 3月24日  | 少女☆歌劇 レヴュースタァライト ベストアルバム 限定盤特典CD                                                          | 天堂真矢（富田麻帆）、大場なな（小泉萌香） | 「追って追われてシリウス」 | 『少女☆歌劇 レヴュースタァライト』関連曲                                                 |
| 3月24日  | 少女☆歌劇 レヴュースタァライト ベストアルバム 限定盤特典CD                                                          | 星見純那（佐藤日向）、大場なな（小泉萌香） | 「Rose Poems」 | 『少女☆歌劇 レヴュースタァライト』関連曲                                                 |
| 3月24日  | 少女☆歌劇 レヴュースタァライト ベストアルバム 店舗別オリジナル特典CD 純那・なな 歌い分けver.                        | 星見純那（佐藤日向）、大場なな（小泉萌香） | 「Polestar」 | 『少女☆歌劇 レヴュースタァライト』関連曲                                                 |
| 4月14日  | 無敵☆moment | Peaky P-key | 「無敵☆moment」 「Ultimate Vista」 | 『D4DJ』関連曲                                                                           |
| 6月16日  | 超常恋現象 | ミステリーキッス | 「超常恋現象」 「超常恋現象（Live ver.）」 「波間にKISS」 | テレビアニメ『オッドタクシー』挿入歌                                                     |
| 6月16日  | 超常恋現象 | ミステリーキッス | 「波間にKISS（インディーズver.）」 | テレビアニメ『オッドタクシー』挿入歌                                                     |
| 6月16日  | 超常恋現象 | 市村しほ（小泉萌香） | 「超常恋現象」 「波間にKISS」 | テレビアニメ『オッドタクシー』関連曲                                                     |
| 6月30日  | 私たちはもう舞台の上                                                                                                | スタァライト九九組 | 「私たちはもう舞台の上」 | 劇場アニメ『劇場版 少女☆歌劇 レヴュースタァライト』主題歌                                |
| 7月14日  | サイカイ合図 | スタァライト九九組 | 「サイカイ合図」 | 舞台『少女☆歌劇 レヴュースタァライト -The LIVE-#3 Growth』主題歌                         |
| 7月14日  | サイカイ合図 | スタァライト九九組 | 「青春トラベラー」 | 舞台『少女☆歌劇 レヴュースタァライト -The LIVE-#3 Growth』関連曲                         |
| 7月21日  | 劇場版 少女☆歌劇 レヴュースタァライト 劇中歌アルバムVol.2                                                           | 大場なな（小泉萌香） | 「wi(l)d-screen baroque」 | 劇場アニメ『劇場版 少女☆歌劇 レヴュースタァライト』挿入歌                                |
| 7月21日  | 劇場版 少女☆歌劇 レヴュースタァライト 劇中歌アルバムVol.2                                                           | 星見純那（佐藤日向）、大場なな（小泉萌香） | 「ペン：力：刀」 | 劇場アニメ『劇場版 少女☆歌劇 レヴュースタァライト』挿入歌                                |
| 7月21日  | D4DJ Groovy Mix カバートラックス vol.2                                                                              | Peaky P-key | 「逆光のフリューゲル」 「CYBER CYBER」 | ゲーム『D4DJ Groovy Mix』関連曲                                                          |
| 8月28日  | なんてカラフルな世界！[D4DJ Remix]                                                                                  | D4DJ ALL STARS | 「なんてカラフルな世界！[D4DJ Remix]」 | ゲーム『D4DJ Groovy Mix』関連曲                                                          |
| 9月29日  | Let us sing "Peaky!!"                                                                                               | Peaky P-key | 「Let us sing "Peaky!!"」 「Stormy link」 | 『D4DJ』関連曲                                                                           |
| 11月24日 | D4DJ 6ユニット3rd Single連動購入特典CD                                                                              | D4DJ ALL STARS | 「ぷっちみくパーチナィ！」 | 『D4DJ』関連曲                                                                           |
| 11月24日 | D4DJ 6ユニット3rd Single連動購入特典CD A ver.                                                                       | Peaky P-key | 「ぷっちみくパーチナィ！」 | 『D4DJ』関連曲                                                                           |
| 12月16日 | Let's do the 'Big-Bang!' (feat. RINKU)                                                                              | Peaky P-key feat. RINKU（西尾夕香） | 「Let's do the 'Big-Bang!'」 | テレビアニメ『D4DJ First Mix』挿入歌                                                     |
| 12月22日 | 劇場版 少女☆歌劇 レヴュースタァライト BD特典CD                                                                      | スタァライト九九組 | 「舞台裏のレヴュー」 | 劇場アニメ『劇場版 少女☆歌劇 レヴュースタァライト』関連曲                                |
| 2022年   | | | |                                                                                          |
| 1月26日  | D4DJ Groovy Mix カバートラックス vol.3                                                                              | Peaky P-key | 「紅」 「夢見る少女じゃいられない」 | ゲーム『D4DJ Groovy Mix』関連曲                                                          |
| 3月30日  | オッドタクシー Blu-ray BOX特典キャラクターソングEP                                                                  | ミステリーキッス | 「アセビ」 | テレビアニメ『オッドタクシー』関連曲                                                     |
| 4月27日  | D4DJ Groovy Mix カバートラックス vol.4                                                                              | Peaky P-key | 「アゲハ蝶」 「仮面ライダーBLACK」 | ゲーム『D4DJ Groovy Mix』関連曲                                                          |
| 7月20日  | D4DJ Groovy Mix カバートラックス vol.5                                                                              | Peaky P-key | 「アンチクロックワイズ」 「Over Soul」 | ゲーム『D4DJ Groovy Mix』関連曲                                                          |
| 9月7日   | Master Peace A ver.                                                                                                 | Peaky P-key | 「強想シュプリーム」 「響奏メリーゴーランド」 「Keep it up」 「Deja Boon」 「Ultimate Vista (Master Peace Remix)」                                            | 『D4DJ』関連曲                                                                           |
| 9月7日   | Master Peace B ver.                                                                                                 | Peaky P-key | 「Stormy link (Master Peace Remix)」 | 『D4DJ』関連曲                                                                           |
| 9月7日   | 「Master Peace」2形態同時購入特典 DJクノイチ Special CD                                                             | Peaky P-key | 「Electric Spark」 「The Culmination」 | 『D4DJ』関連曲                                                                           |
| 9月21日  | レヴューアルバム アルカナ・アルカディア                                                                             | 音無いちえ（和氣あず未）、夢大路文（倉知玲鳳）、露崎まひる（岩田陽葵）、大場なな（小泉萌香） | 「罪がないのならばそれが罪だ」 | ゲーム『少女☆歌劇 レヴュースタァライト -Re LIVE-』関連曲                                 |
| 10月26日 | D4DJ Groovy Mix カバートラックス vol.6                                                                              | Peaky P-key | 「Pretender」 「ご唱和ください我の名を！」 | ゲーム『D4DJ Groovy Mix』関連曲                                                          |
| 12月21日 | DO-OR-DIE | Peaky P-key | 「One's Believing」 「Let’s do it!」 「ABSOLUTE（EG Remix）」 「Wish You Luck（KAN TAKAHIKO Remix）」 「Let’s do the ‘Big-Bang!’（Motsu Cyber Choir Remix）」 | 『D4DJ』関連曲                                                                           |
| 2023年   | | | |                                                                                          |
| 1月25日  | D4DJ Groovy Mix カバートラックス vol.7                                                                              | Peaky P-key | 「UNION」 「少年ハート」 | ゲーム『D4DJ Groovy Mix』関連曲                                                          |
| 2月15日  | Maihime | Peaky P-key | 「OVERWHELM!」 | テレビアニメ『D4DJ All Mix』挿入歌                                                       |
| 2月22日  | 綺羅星ディスタンス                                                                                                  | スタァライト九九組 | 「綺羅星ディスタンス」 | 舞台『少女☆歌劇 レヴュースタァライト -The LIVE-#4 Climax』主題歌                         |
| 2月22日  | 綺羅星ディスタンス                                                                                                  | スタァライト九九組 | 「キャラメリーゼフィナーレ」 | 舞台『少女☆歌劇 レヴュースタァライト -The LIVE-#4 Climax』関連曲                         |
| 4月19日  | 響乱☆カウントダウン                                                                                                 | Peaky P-key | 「響乱☆カウントダウン」 「Ideal Factor」 | 『D4DJ』関連曲                                                                           |
| 6月10日  | トワツガイ Original Soundtrack                                                                                      | カラス（近藤玲奈）、ハクチョウ（立花理香）、エナガ（立花日菜）、スズメ（高橋李依）、フクロウ（小泉萌香）、フラミンゴ（和氣あず未）、ツル（上田麗奈）、ハチドリ（富田美憂）、モズ（鬼頭明里）、ツバメ（日向未南） | 「トワノユメ」 | ゲーム『トワツガイ』関連曲                                                               |
| 6月14日  | 金剛石ヒューマン | ミステリーキッス | 「金剛石ヒューマン」 | 舞台『オッドタクシー 金剛石は傷つかない』関連曲                                          |
| 6月14日  | 金剛石ヒューマン | 市村しほ（小泉萌香） | 「金剛石ヒューマン（市村しほ ソロver.）」 | 舞台『オッドタクシー 金剛石は傷つかない』関連曲                                          |
| 7月12日  | D4DJ Groovy Mix カバートラックス vol.8                                                                              | Peaky P-key | 「BLACK SHOUT」 「Storyteller」 | ゲーム『D4DJ Groovy Mix』関連曲                                                          |
| 11月29日 | 真夏のInstant | Peaky P-key | 「真夏のInstant」 「Never lose」 | ゲーム『D4DJ Groovy Mix』関連曲                                                          |
| 12月20日 | D4DJ EXCLUSIVE TRACKS                                                                                               | Happy Around!×Peaky P-key | 「Peaky Around!!」 | テレビアニメ『D4DJ All Mix』挿入歌                                                       |
| 12月20日 | D4DJ EXCLUSIVE TRACKS                                                                                               | D4DJ ALL STARS | 「LOVE!HUG!GROOVY!! +nova」 | ゲーム『D4DJ Groovy Mix』関連曲                                                          |
| 12月20日 | D4DJ EXCLUSIVE TRACKS                                                                                               | Peaky P-key | 「電乱★カウントダウン（DJ Genki Remix）」 | ゲーム『D4DJ Groovy Mix』関連曲                                                          |
| 2024年   | | | |                                                                                          |
| 2月7日   | 運命のトリニティ | 一柳隊 with 早川弥宏（大西亜玖璃）・富永真（小泉萌香） | 「Adabana」 | ゲーム『アサルトリリィ Last Bullet』関連曲                                               |
| 4月24日  | D4DJ Groovy Mix カバートラックス vol.9                                                                              | Peaky P-key | 「Give a reason」 「NO MORE CRY」 | ゲーム『D4DJ Groovy Mix』関連曲                                                          |
| 5月22日  | D4DJ XROSS∞BEAT | Peaky P-key×Photon Maiden | 「Eight Tones」 | ゲーム『D4DJ Groovy Mix』関連曲                                                          |
| 5月22日  | D4DJ XROSS∞BEAT | Peaky P-key×Abyssmare | 「NUMBER 1 and ONLY!!!!」 | ゲーム『D4DJ Groovy Mix』関連曲                                                          |
| 6月26日  | Star Darling | スタァライト九九組 | 「Star Darling」 | ゲーム『少女☆歌劇 レヴュースタァライト 舞台奏像劇 遙かなるエルドラド』オープニング主題歌 |
| 6月26日  | Star Darling | スタァライト九九組 | 「舞台に恋して」 | ゲーム『少女☆歌劇 レヴュースタァライト 舞台奏像劇 遙かなるエルドラド』関連曲             |
| 7月17日  | 花に願いを | フラミンゴ（和氣あず未）、フクロウ（小泉萌香） | 「花に願いを」 | ゲーム『トワツガイ』関連曲                                                               |
| 8月14日  | Triumphal | Peaky P-key | 「PEAKY FORCE」 「hanamuke」 「Let's do the 'Big-Bang!' EG NURemix」                                                                                          | 『D4DJ』関連曲                                                                           |
| 8月14日  | Triumphal | 笹子・ジェニファー・由香（小泉萌香） | 「青と夏」 | ゲーム『D4DJ Groovy Mix』関連曲                                                          |
| 8月14日  | Triumphal | 笹子・ジェニファー・由香（小泉萌香）、新島衣舞紀（七木奏音）、日高さおり（葉月ひまり）、松山ダリア（根岸愛） | 「お願いマッスル」 | ゲーム『D4DJ Groovy Mix』関連曲                                                          |
| 9月18日  | 「少女☆歌劇 レヴュースタァライト 舞台奏像劇 遙かなるエルドラド」劇中歌アルバム                                      | スタァライト九九組 | 「窓辺のハイライト」 | ゲーム『少女☆歌劇 レヴュースタァライト 舞台奏像劇 遙かなるエルドラド』劇中歌             |
| 9月18日  | 「少女☆歌劇 レヴュースタァライト 舞台奏像劇 遙かなるエルドラド」劇中歌アルバム                                      | 露崎まひる（岩田陽葵）、大場なな（小泉萌香） | 「復讐の剣（まひる×ななver.）」 「LIFE IS LIKE A VOYAGE（まひる×ななver.）」                                                                                  | ゲーム『少女☆歌劇 レヴュースタァライト 舞台奏像劇 遙かなるエルドラド』劇中歌             |
| 9月18日  | 「少女☆歌劇 レヴュースタァライト 舞台奏像劇 遙かなるエルドラド」劇中歌アルバム 店舗別オリジナル特典CD きゃにめ Ver. | 大場なな（小泉萌香）、露崎まひる（岩田陽葵） | 「復讐の剣（なな×まひるver.）」 「LIFE IS LIKE A VOYAGE（なな×まひるver.）」                                                                                  | ゲーム『少女☆歌劇 レヴュースタァライト 舞台奏像劇 遙かなるエルドラド』劇中歌             |
| 9月18日  | 「少女☆歌劇 レヴュースタァライト 舞台奏像劇 遙かなるエルドラド」劇中歌アルバム 店舗別オリジナル特典CD Amazon Ver.   | 星見純那（佐藤日向）、大場なな（小泉萌香） | 「復讐の剣（純那×ななver.）」 「LIFE IS LIKE A VOYAGE（純那×ななver.）」                                                                                      | ゲーム『少女☆歌劇 レヴュースタァライト 舞台奏像劇 遙かなるエルドラド』劇中歌             |
| 9月18日  | 「少女☆歌劇 レヴュースタァライト 舞台奏像劇 遙かなるエルドラド」劇中歌アルバム 店舗別オリジナル特典CD Amazon Ver.   | 大場なな（小泉萌香）、星見純那（佐藤日向） | 「復讐の剣（なな×純那ver.）」 「LIFE IS LIKE A VOYAGE（なな×純那ver.）」                                                                                      | ゲーム『少女☆歌劇 レヴュースタァライト 舞台奏像劇 遙かなるエルドラド』劇中歌             |
| 9月18日  | 「少女☆歌劇 レヴュースタァライト 舞台奏像劇 遙かなるエルドラド」劇中歌EP                                            | スタァライト九九組 | 「PRIDE」 | ゲーム『少女☆歌劇 レヴュースタァライト 舞台奏像劇 遙かなるエルドラド』劇中歌             |
| 9月18日  | 「少女☆歌劇 レヴュースタァライト 舞台奏像劇 遙かなるエルドラド」劇中歌EP                                            | 星見純那（佐藤日向）、大場なな（小泉萌香）、花柳香子（伊藤彩沙） | 「十五時ミステリ～週末探偵劇より～」 | ゲーム『少女☆歌劇 レヴュースタァライト 舞台奏像劇 遙かなるエルドラド』関連曲             |
| 11月9日  | 別れの戦記/Baby Blue                                                                                                | 天堂真矢（富田麻帆）、花柳香子（伊藤彩沙）、愛城華恋（小山百代）、露崎まひる（岩田陽葵）、大場なな（小泉萌香）、石動双葉（生田輝）、柳小春（七木奏音）、西條クロディーヌ（相羽あいな）、星見純那（佐藤日向） | 「別れの戦記」 | 舞台『少女☆歌劇 レヴュースタァライト -The MUSICAL- 別れの戦記』主題歌                    |
| 11月20日 | BRAIN HACK | Parabola | 「BRAIN HACK」 「勇者 －アカペラアレンジver.－」 | 『うたごえはミルフィーユ』関連曲                                                         |
| 2025年   | | | |                                                                                          |
| 3月5日   | SUPERSTAR | Happy Around!・Peaky P-key・Photon Maiden・Merm4id・燐舞曲・Lyrical Lily・UniChØrd | 「SUPERSTAR」 | ゲーム『D4DJ Groovy Mix』関連曲                                                          |
| 3月5日   | 恋心 | Peaky P-key | 「恋心」 | ゲーム『D4DJ Groovy Mix』関連曲                                                          |
| 4月23日  | うたごえハイシックス/STAY GOLD                                                                                      | Parabola | 「STAY GOLD」 | 『うたごえはミルフィーユ』関連曲                                                         |

### その他参加作品
| 発売日         | 商品名                                | 歌                                         | 楽曲                                           | 備考                                                             |
| -------------- | ------------------------------------- | ------------------------------------------ | ---------------------------------------------- | ---------------------------------------------------------------- |
| 2021年9月17日  | Onsen Theme song Collection album 1st | もえぴな                                   | 「DINO☆SHOW!」                                 | Webラジオ『佐藤日向・小泉萌香のバトってダイナソー☆』テーマソング |
| 2022年5月25日  | DIVOC-12                              | 小泉萌香                                   | 「夢色プリズム」                               | 映画 DIVOC-12『あこがれマガジン』挿入歌                          |
| 2022年12月7日  | FIRST CHANNEL                         | AMUSE VOICE ACTORS CHANNEL                 | 「Fine! Fine!」                                | YouTubeチャンネル『AMUSE VOICE ACTORS CHANNEL』テーマソング      |
| 2022年12月7日  | FIRST CHANNEL                         | 小泉萌香、牧野由依                         | 「Master of light speed」                      | YouTubeチャンネル『AMUSE VOICE ACTORS CHANNEL』関連曲            |
| 2022年12月7日  | FIRST CHANNEL                         | 小泉萌香、田野アサミ、富田美憂、船戸ゆり絵 | 「Weekday Dreamers」                           | YouTubeチャンネル『AMUSE VOICE ACTORS CHANNEL』関連曲            |
| 2022年12月7日  | FIRST CHANNEL                         | AMUSE VOICE ACTORS CHANNEL                 | 「Secret Promise」                             | YouTubeチャンネル『AMUSE VOICE ACTORS CHANNEL』関連曲            |
| 2023年11月22日 | CrosSing Collection vol.3             | 小泉萌香                                   | 「乙女のルートはひとつじゃない！」             | 『CrosSing - Music＆Voice-』関連曲                               |
| 2023年11月29日 | MIX JUICE                             | MIX JUICE from アミュボch                  | 「ぐるぐるミックスジュース」 「Rain or Shine」 | YouTubeチャンネル『AMUSE VOICE ACTORS CHANNEL』関連曲            |
| 2023年11月29日 | MIX JUICE                             | 小泉萌香                                   | 「One day song」                               | YouTubeチャンネル『AMUSE VOICE ACTORS CHANNEL』関連曲            |
| 2024年9月20日  | はじめまして新世界！                  | MIX JUICE from アミュボch                  | 「はじめまして新世界！」                       | YouTubeチャンネル『AMUSE VOICE ACTORS CHANNEL』関連曲            |

## 書籍

### 写真集
- 『きみやすみ』（2023年3月3日、主婦の友社、ISBN 9784074533978）[126]

### デジタル写真集
- 『traveling』（2024年8月29日、集英社、ASIN B0DF6YGB35）